# Dar El Barka
Dar El Barka es una comuna o municipio del departamento de Boghe, en la región de Brakna, en Mauritania. En marzo de 2013 presentaba una población censada de 12 667 habitantes.
Se encuentra ubicada al suroeste del país, sobre el desierto del Sahara, cerca de la frontera con Senegal.